# Superchería
Superchería es una banda de Indie rock de la ciudad de Buenos Aires, Argentina, formada a principios del 2007. Está integrada por Pira Bastourre (voz y guitarra), Joaquín Álvarez (guitarra y voz), Tino Tuffano (bajo y voz) y Jerry Ferela (batería y voz). Una de las características principales de la banda es que, desde una poética intimista y haciendo hincapié en las voces y armonías, atraviesa distintos climas encontrando un sonido propio y original en sus composiciones, fusionando los distintos géneros que influyen a cada uno de los integrantes.
Para noviembre del 2007 ya habían grabado "Superchería (EP)", un EP de cuatro canciones, que sería editado de manera independiente a principio del siguiente año. En septiembre de 2010, Superchería presentó su primer larga duración titulado “Una casa detrás”. El disco contiene diez temas, entre ellos "Dejar de jugar”, “Una casa detrás” y “Te quema los pies”, que destacan la versatilidad vocal y musical del grupo.
El disco fue producido junto a Tatu Estela, ingeniero de sonido que en su larga trayectoria ha trabajado junto a artistas como Gustavo Santaolalla, Jorge Drexler, Divididos, Lisandro Aristimuño, entre otros.

El 1 de octubre de 2013, la banda a través de su página de Facebook anunció el día 9 de noviembre como fecha de lanzamiento de su segundo álbum llamado "La naturaleza de las cosas", además del arte de tapa.
El 28 de octubre subieron el disco completo para escuchar vía streaming y estrenaron videoclip de la canción "El vacío", corte de difusión del disco.
Durante el 2014, Superchería presentó su segundo disco con una gira que los llevó por varias provincias de Argentina (como Córdoba, Tucumán, Chaco y Corrientes, entre otras), llegando por primera vez a esos lugares, con gran aceptación del público.
A fines de ese año, lanzaron “Real”, segundo y último corte de La naturaleza de las cosas, con un videoclip + disco de remixes/reversiones, titulado "#Real<Remixes/Reversiones".

En la primera mitad de 2015 comenzaron las grabaciones de un nuevo álbum que recién vería la luz al año siguiente. En el 2016 editaron "Faros", que cuenta con once canciones y fue precedido por varios adelantos, entre ellos, el corte de difusión “Disco”.

## Integrantes
- Pira Bastourre: Voz, Guitarra.

- Joaquín Alvarez: Guitarra, Voz.

- Tino Tuffano: Bajo, Voz.

## Discografía

### Álbumes de estudio
- Una casa detrás (2010)
- La naturaleza de las cosas (2013)
- Faros (2016)
- Encontremos el tiempo (2020)

### EP
- Superchería (EP) (2008)
- Real Remixes/Reversiones (2015)
- Otros Faros (2018)

## Videografía
- Te quema los pies (2010)
- El cielo aquí (2013)
- El vacío (2013)
- Real (2014)
- Disco (2016)
- Rayuela (2018)
- Lo esencial (2020)